# Barrage Cheoah
Le barrage Cheoah est un barrage situé sur la Little Tennessee en Caroline du Nord aux États-Unis. Il est construit entre 1916 et 1919.